# Myra Maimoh
Myra Maimoh (sinh ngày 6 tháng 12 năm 1982 tại Cameroon) là một ca sĩ afro-soul đến từ Cameroon. Album đầu tay của cô với Bản thu âm Hitsmith ở Đức, Answerd'd me, đã được phát hành để nhận xét về độ rộng và tính nguyên bản của âm nhạc. Album indie năm thứ hai của cô, Uniq, được phát hành vào năm 2015, với tiêu đề là album đơn sultry của cô "a no go go".

## Tiểu sử
Nghệ sĩ sinh ra ở Camroon Myra Maimoh lớn lên trong một gia đình Kitô giáo lớn ở Bamenda. Mẹ cô là người có ảnh hưởng âm nhạc lớn nhất của cô bằng cách mua các bản thu âm và giới thiệu cho cô tất cả các hương vị của bài hát và âm thanh. Bị ảnh hưởng bởi các thu âm của mẹ cô về Skeeter Davies, James Brown, Ella Fitzgerald, Louis Armstrong, nhạc châu Phi của Richard Bona, Bebe Manga, Kadja Nin và một vùng rộng của đất nước, nhạc jazz truyền thống, nhạc jazz và pop, Maimoh bắt đầu hát, sáng tác và giải trí khi còn ở trường mầm non khi lên 3 tuổi.
Maimoh đã viết tập hợp các bài hát và câu chuyện đầu tiên của mình ở tuổi 13, ví dụ như "Nó không quá muộn", "Cuộc sống rất ngắn", "Aberni ma Papa" và "Chúa chúng ta luôn ở đó". "Vẫn chưa quá muộn" sau đó đã trở thành một bài hát thành công được diễn giải bởi Cherubic Queens, một ban nhạc nữ rất thành công ở Cameroon mà cô hát. Cô gia nhập Cherubic Queens năm 15 tuổi, viết và biểu diễn cùng họ trong ba năm.
Maimoh đã có một sự nghiệp âm nhạc cực kỳ chuyên sâu và sâu rộng, từ ca hát và nhảy với nhóm - Crystalz, đã giành được nhiều giải thưởng liên trường cho những màn trình diễn hay nhất.
Cô đã giành được nhiều giải thưởng trong Cuộc thi Nghệ thuật Coca-Cola giữa năm 1998 và 2001, bao gồm các giải thưởng nhóm và độc tấu về thơ, sáng tác và khiêu vũ. Từ năm 2001 đến năm 2005, cô đã hát giọng hát nền trong một số phòng thu âm nhạc lớn nhất ở Cameroon, và đặc trưng trên nhiều bài hát đứng đầu bảng xếp hạng của các nghệ sĩ khác nhau.
Cô chuyển đến Mỹ vào năm 2012 sau khi ra mắt sự nghiệp và thu âm album đầu tiên của mình ở Đức. Cô cũng là một nữ doanh nhân thành đạt, có bằng Thạc sĩ Quản trị Kinh doanh và Thạc sĩ Kinh doanh Quốc tế.

## Danh sách đĩa hát
- Answer'd me (2010)

1. "Bạn và tôi"
2. "Thánh tích"
3. "Giết tôi"
4. "Cuando"
5. "Tôi không khuyến khích bạn"
6. "Bất cứ điều gì tôi hứa"
7. "Tôi cần anh ấy"
8. "Làm ơn hãy chậm lại"
9. "Những lời nói dối"
10. "Rùa đá trở lại"
11. "Answer me"